# 山本和隆
山本 和隆（やまもと かずたか）は、日本の経営コンサルタント。フューチャーアーキテクトディレクター等を経て、ジャパン・インターカルチュラル・コンサルティング日本代表。

## 人物・経歴
京都市出身。栄光学園高等学校を経て、1980年一橋大学経済学部卒業、旭硝子入社。1992年シカゴ大学ブース・スクール・オブ・ビジネス修了、経営学修士（MBA）。旭硝子で営業や経営企画を担当したのち、モトローラ経営戦略部長、フューチャーアーキテクトディレクター、Rhodia Electronics & Catalysis社ゼネラルマネージャー、スミダ電機副社長を経て、2013年から日本の多国籍企業の海外進出支援などのコンサルティングを行うシカゴのジャパン・インターカルチュラル・コンサルティング日本代表。またグロービス経営大学院大学で教鞭を執るなどした。

## 著書
- 『断られても成功スピード勝負の法人営業』（江口夏郎と共著）ファーストプレス 2006年
- 『現場リーダーのための営業戦略のすべてがわかる本』日本能率協会マネジメントセンター 2007年
- 『マーケティング』（加治慶光と共著）ファーストプレス 2007年
- 『経営戦略』（石丸政行と共著）ファーストプレス 2007年
- 『アカウンティング』（伊藤良二と共著）ファーストプレス 2008年
- 『ファイナンスプロが猿に勝てない不思議な話』日本経済新聞出版社 2010年
- 『MBA式考える文章術』東洋経済新報社 2011年
- 『ファイナンス入門講義』日本経済新聞出版社 2014年